# Viện Viễn Đông Bác cổ
Viện Viễn Đông Bác cổ (tiếng Pháp: École française d'Extrême-Orient, viết tắt EFEO) là một trung tâm nghiên cứu của Pháp về Đông phương học, chủ yếu trên thực địa. Tiền thân là Phái đoàn Khảo cổ tại Đông Dương từ năm 1898 và chính thức thành lập với tên gọi Viện Viễn Đông Bác cổ ngày 20 tháng 1 năm 1900, Viện có nhiệm vụ nghiên cứu, khai quật khảo cổ trên toàn bán đảo Đông Dương. Trụ sở đầu tiên của Viện Viễn Đông Bác Cổ ở Sài Gòn, Nam Kỳ trong ngày đầu thành lập năm 1900, tới năm 1902 Viện dời ra Hà Nội. Bởi các biến động của thời cuộc chiến tranh, năm 1957, Viện phải rời Hà Nội tới Campuchia, sau đó lại rời Phnôm Pênh về Paris năm 1975. Hiện nay, Viện Viễn Đông Bác cổ thuộc Bộ Giáo dục đại học và Nghiên cứu Pháp, có 17 trung tâm nghiên cứu tại 12 quốc gia châu Á.
Trong hơn một thế kỷ tồn tại, Viện Viễn Đông Bác cổ đã đạt được nhiều thành tựu quan trọng về Đông phương học. Tạp chí nghiên cứu Bulletin de l'École française d'Extrême-Orient (Tập san Viện Viễn Đông Bác cổ, viết tắt BEFEO), đã trở nên quen thuộc trong phần danh mục tham khảo của nhiều sách, bài viết về khảo cổ và lịch sử Á châu. Viện Viễn Đông Bác cổ cũng có những ảnh hưởng quan trọng đối với các sử gia Việt Nam thế kỷ 20.

## Lịch sử

### Thời kỳ Đông Dương

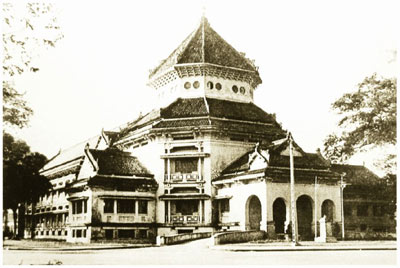
Bảo tàng Louis Finot của EFEO đầu thế kỷ 20, nay là Bảo tàng Lịch sử Việt Nam

Viện Viễn Đông Bác cổ được thành lập năm 1900 nhờ sự thúc đẩy của Viện Hàn lâm Văn khắc và Văn chương (Académie des Inscriptions et Belles-Lettres) và Chính phủ Liên bang Đông Dương. Trong khi Viện Hàn lâm Văn khắc và Văn chương mong muốn gửi những nhà nghiên cứu tới châu Á thì chính phủ toàn quyền Đông Dương muốn thành lập một cơ quan để tìm hiểu và bảo tồn các di sản văn hóa Đông Dương.
Năm 1902, trụ sở của EFEO được đặt tại Hà Nội với nhiệm vụ chính là khai quật khảo cổ, thu thập các tài liệu viết tay, bảo tồn các công trình, nghiên cứu về dân tộc học, ngôn ngữ và lịch sử các nước châu Á, từ Ấn Độ cho tới Nhật Bản. Năm 1907, EFEO nhận trách nhiệm bảo tồn quần thể kiến trúc Angkor và còn theo đuổi dự án này trong nhiều năm. Với tham vọng rộng lớn về mặt khoa học, EFEO xây dựng ở Hà Nội một thư viện và bảo tàng, về sau trở thành Bảo tàng Lịch sử Việt Nam. Tiếp theo đó, EFEO cũng thành lập nhiều bảo tàng khác ở Đà Nẵng, Sài Gòn, Huế, Phnôm Pênh, Battambang... Giai đoạn khởi đầu của EFEO ghi dấu ấn nhờ những đóng góp của các học giả, những tên tuổi lớn về Đông phương học như Paul Pelliot, Henri Maspero, Paul Demiéville về Hán học, Louis Finot, George Cœdès về khoa văn khắc Đông Dương, Henri Parmentier về khảo cổ học, Paul Mus về lịch sử tôn giáo...

### Sau 1945
Năm 1945 đánh dấu sự mở đầu một giai đoạn mới với EFEO. Mặc dù chiến tranh, các nhà khoa học vẫn hợp tác với chính phủ các quốc gia mới để theo đuổi những công trình ở Đông Nam Á: nghiên cứu về Phật giáo, ngôn ngữ, văn học, dân tộc học... Các cuộc khai quật khảo cổ và việc trùng tu Angkor vẫn tiếp tục. Nhưng tới năm 1957, Viện Viễn Đông Bác cổ phải rời Hà Nội. Tiếp đó, năm 1975, viện lại phải rời khỏi Phnôm Pênh.
Tuy vậy, EFEO cũng đã thành lập được nhiều chi nhánh ở châu Á. Từ 1955 tại Ấn Độ, các thành viên của EFEO cộng tác với Trung tâm Pháp ở Puducherry (Institut français à Pondichéry, IFP), tham gia nghiên cứu văn học và nghệ thuật vùng Nam Ấn. Trung tâm ở Puducherry về sau còn có thêm một chi nhánh ở Pune. Cũng khoảng cuối thập niên 1950, một trung tâm được thành lập tại Jakarta chuyên về nghiên cứu văn khắc tôn giáo và khảo cổ. Từ năm 1968, tại Nhật Bản, Viện Hobogirin tập trung nghiên cứu về lịch sử Phật giáo Trung Hoa và Nhật. Vài năm sau đó, một trung tâm khác về Phật giáo Đông Nam Á được mở tại Chiang Mai, Thái Lan. Các học giả quan trọng của EFEO giai đoạn này có thể kể tới Jean Filliozat về Ấn Độ học, Rolf Stein về Hán học và Tây Tạng học, Bernard Philippe Groslier về khảo cổ ở Angkor, Charles Archaimbault về dân tộc học, Maurice Durand nghiên cứu về Việt Nam...

### Đương đại
Sau khi Đông Nam Á kết thúc các xung đột và dần ổn định về chính trị, EFEO trở lại bán đảo Đông Dương, hợp tác cùng các nhà khoa học địa phương. Đầu tiên, năm 1990 tại Campuchia, Viện Viễn Đông Bác cổ tiếp tục các cuộc khai quật lớn ở Angkor. Ba năm sau, EFEO trở lại Lào. Tiếp đó ở Hà Nội, trung tâm EFEO được thành lập kèm một thư viện, tiến hành các nghiên cứu về lịch sử và nhân loại học. EFEO Hà Nội cũng có vai trò xuất bản với một tập san về văn khắc.
Sau Hà Nội, EFEO không ngừng mở thêm các chi nhánh, tại Hồng Kông, Kuala Lumpur, Đài Bắc, Tokyo, Seoul và cuối cùng tại Bắc Kinh vào năm 1997. Cùng với sự phát triển trên phương diện địa lý, lĩnh vực nghiên cứu của EFEO cũng mở rộng, hướng dần về đương đại: nhân khẩu học Đông Dương, nghiên cứu về thương mại ở Ấn Độ, các thay đổi về tôn giáo tại Trung Quốc, Thái Lan, Indonesia... Thế kỷ 21, Viện Viễn Đông Bác cổ tiếp tục tham gia các chương trình hợp tác quốc tế, nghiên cứu về châu Á. Năm 2007, EFEO đóng vai trò chính, cùng một số viện nghiên cứu khác thánh lập Hiện hội châu Âu nghiên cứu về châu Á (European Consortium for Asian Field studies, ECAF).

## Tổ chức
Hiện nay, EFEO là một cơ quan thuộc Bộ Giáo dục đại học và Nghiên cứu (Ministère de l'Enseignement supérieur et de la Recherche) với nhiệm vụ tìm hiểu về các nền văn minh cổ châu Á chủ yếu trên thực địa. Lĩnh vực nghiên cứu của EFEO trải dài từ Ấn Độ cho tới Trung Hoa và Nhật Bản, bao trùm toàn bộ Đông Nam Á theo ba hướng chính: các truyền thống về công trình kiến trúc, truyền thống chữ viết và tôn giáo, nghiên cứu về lịch sử và nhân loại học. 17 trung tâm và chi nhánh tại 12 quốc gia, bao gồm các nhà khoa học địa phương và quốc tế, giúp EFEO tiến hành các nghiên cứu về khảo cổ, lịch sử, tôn giáo... Bên cạnh những trung tâm riêng biệt, nhiều chi nhánh của EFEO được đặt trong các trường đại học, viện hàn lâm, bảo tàng...

### Trụ sở tại Paris
Trụ sở chính của EFEO được đặt trong Maison de l’Asie (Nhà Á châu), số 22 đại lộ Président Wilson, Quận 16 thành phố Paris (48°51′52″B 2°17′32″Đ / 48,864429°B 2,292353°Đ). Đây là trung tâm chính có vai trò kết nối các chi nhánh ở nước ngoài. Maison de l’Asie đồng thời cũng là một địa điểm chuyên nghiên cứu về châu Á, nơi tổ chức các hội nghị, gặp gỡ, giới thiệu các tác phẩm mới liên quan đến châu Á. EFEO tại Paris còn mang chức năng một nhà xuất bản và cũng là trung tâm lưu trữ với một thư viện và một phòng trữ ảnh.

#### Thư viện

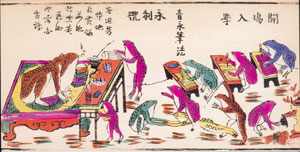
Lão oa giảng độc, còn gọi là Thầy đồ Cóc, tranh dân gian Việt Nam lưu trữ tại thư viện EFEO

Thư viện của EFEO được thành lập ở Hà Nội vào năm 1903. Sự phát triển của thư viện chính là bằng chứng cho các thành tựu nghiên cứu của EFEO. Trong thời kỳ EFEO tại Hà Nội và Phnôm Pênh, từ 1900 tới 1957, thư viện đã tập hợp nhiều các tác phẩm in và viết tay liên quan tới Đông Dương. Nhờ mua lại, trao đổi, bộ sưu tập của thư viện không ngừng tăng lên. Vào năm 1944, thư viện ở Hà Nội đã tập trung được 80 ngàn cuốn sách, bao gồm cả các tác phẩm viết tay, trong đó một nửa là tài liệu với ngôn ngữ châu Âu. Vào cuối thời kỳ thuộc địa, theo các thỏa thuận giữa Viện Viễn Đông Bác cổ và ba quốc gia Đông Dương, những tài liệu với ngôn ngữ châu Âu thuộc về viện, còn những tài liệu ngôn ngữ địa phương thuộc về ba quốc gia bản địa. EFEO đã tiến hành sao chụp lại các tài liệu này rồi gửi về Paris. Hơn 12 ngàn cuốn sách, chủ yếu về Đông Nam Á, trở thành hạt nhân xây dựng nên thư viện tại Paris, được mở cửa vào năm 1968.
Thư viện EFEO ngày nay tập hợp khoảng 83 ngàn bản chuyên khảo vào hơn 1000 tựa ấn phẩm định kỳ cùng nhiều tranh in tay, các bức hình. Các tài liệu lưu trữ thuộc nhiều lĩnh vực hơn, bao gồm cả Nhật Bản, Trung Quốc và Nam Á. EFEO còn hợp tác với những cơ sở có lưu trữ tương tự (Collège de France, Thư viện ngôn ngữ phương Đông) và trao đổi ấn phẩm cùng một số trung tâm nghiên cứu châu Á khác ở châu Âu và Mỹ.

#### Trung tâm lưu trữ ảnh
Bộ lưu trữ ảnh của EFEO rất phong phú về mặt tư liệu (khảo cổ, kiến trúc, nghệ thuật, lịch sử...) và trải rộng qua nhiều quốc gia (Việt Nam, Lào, Ấn Độ, Trung Quốc...). Những bức ảnh đầu tiên chụp lại các cuộc khai quật do EFEO tiến hành từ đầu thế kỷ 20. Tiếp đó, một phần quan trọng khác là các di tặng, của Dalet, Bacot, Boulbet, Bénisti... Nhiều bức ảnh là minh chứng cho tình trạng các công trình trong quá khứ mà hiện nay - do chiến tranh, thời gian - đã bị thay đổi, hủy hoại. Một số khác ghi nhận quá trình khai quật và trùng tu do EFEO thực hiện trong hơn một thế kỷ.
Hiện nay bộ sưu tập của EFEO gồm khoảng 30 ngàn bức ảnh về Campuchia, 7 ngàn về Việt Nam, 3 ngàn về Trung Hoa, 3 ngàn về Lào và một số lượng lớn nữa về Ấn Độ. Một phần trong số tư liệu này đã được số hóa.
| Đông Nam Á | . | Nam Á |
| --- | - | --- |
| Về Đông Nam Á, EFEO sở hữu 25 ngàn chuyên khảo và 196 ấn phẩm định kỳ. Các tài liệu này bao gồm nhiều ngôn ngữ, từ tiếng Việt, Khmer, Thái... cho tới tiếng Anh, Pháp. Trong số này có những tài liệu cổ, quý hiếm về lịch sử, địa lý, văn hóa các nước Đông Dương.                                                                                               | . | Khoảng 15 ngàn chuyên khảo về các nước Ấn Độ, Bangladesh, Sri Lanka, Pakistan, Nepal, Bhutan, Maldives, chuyên sâu về các lĩnh vực tôn giáo, lịch sử tôn giáo, triết học, văn học, nghệ thuật... Một phần lớn trong số tài liệu này được viết bằng ngôn ngữ bản địa. Riêng văn học, 3800 tựa với khoảng 30 ngôn ngữ minh chứng cho sự đa dạng văn hóa ở khu vực này. |
| . |   | |
| Nhật Bản – Trung Quốc | . | Việt Nam |
| Về Nhật Bản và Trung Hoa, thư viện tập hợp được 11 ngàn chuyên khảo, trong đó 75% bằng tiếng bản địa. Bên cạnh đó còn có 175 ấn phẩm định kỳ bằng tiếng Nhật, 185 bằng tiếng Trung Quốc và 70 bằng ngôn ngữ châu Âu. Bộ sưu tập này phòng phú nhất về Phật giáo, tiếp đó tới đạo Lão và Shintō. Lĩnh vực nghệ thuật, khảo cổ cũng có khoảng hơn 2 ngàn cuốn sách. | . | Lưu trữ về Việt Nam của EFEO gồm 5 ngàn bản chuyên khảo. Trong đó có 1000 tựa về lịch sử, 1400 về văn học, 400 tựa về tôn giáo và triết học cùng nhiều tài liệu khác về nhân khẩu, ngôn ngữ, từ điển... |

### Trung tâm EFEO Hà Nội
Năm 1983, EFEO ký kết hợp tác với Viện Khoa học xã hội Việt Nam và sau đó là Đại học Hà Nội. Mười năm sau, EFEO mở lại trung tâm tại Hà Nội. Việc quay lại Việt Nam, nơi từng đặt trụ sở đầu tiên của viện, đã đánh dấu một bước phát triển mới của EFEO. Trung tâm tại Hà Nội tạo điều kiện thuận lợi cho EFEO tiếp tục nghiên cứu về Việt Nam với sự tham gia của các nhà khoa học châu Âu cũng như bản địa. Cùng với Viện Hán Nôm, EFEO tiến hành dự án kiểm kê và công bố những tài liệu văn khắc trên các bia đá ở Việt Nam. EFEO cũng tham gia giám định hoàng thành Thăng Long, nghiên cứu về các nhóm dân tộc phía Bắc, lịch sử các triều đại Đại Việt và tiếp tục chương trình khảo cổ Óc Eo ở Đồng bằng sông Cửu Long.
Trung tâm ở Hà Nội cũng bao gồm một thư viện với 6 ngàn cuốn sánh tiếng Việt, Pháp, Anh chủ yếu về lịch sử và nhân loại học Việt Nam cùng các quốc gia kế bên. Bộ sưu tập của thư viện được mở rộng rất nhiều nhờ sự trao đổi tài liệu với các trung tâm nghiên cứu, trường đại học Việt Nam và nước ngoài. Vào năm 2005, giáo sư David Marr cũng tặng lại cho thư viện một bộ sưu tập cá nhân quan trọng.

### Trung tâm EFEO Thành phố Hồ Chí Minh
Viện Viễn Đông Bác Cổ Pháp đầu tiên tại Sài Gòn (Thành phố Hồ Chí Minh ngày nay) vào năm 1900, sau đó hai năm cơ quan EFEO mới chuyển văn phòng đặt tại Hà Nội.
Để tăng cường mở rộng sự hợp tác nghiên cứu giữa EFEO và các nhà nghiên cứu ở phía Nam, Tòa trụ sở Viện Viễn Đông Bác Cổ Pháp (EFEO) chính thức khánh thành vào ngày 25 tháng 2 năm 2013 tại 113 Hai Bà Trưng, Quận 1, Thành phố Hồ Chí Minh để đi vào hoạt động nghiên cứu tại các tỉnh Đồng bằng sông Cửu Long.

### Trung tâm EFEO Puducherry

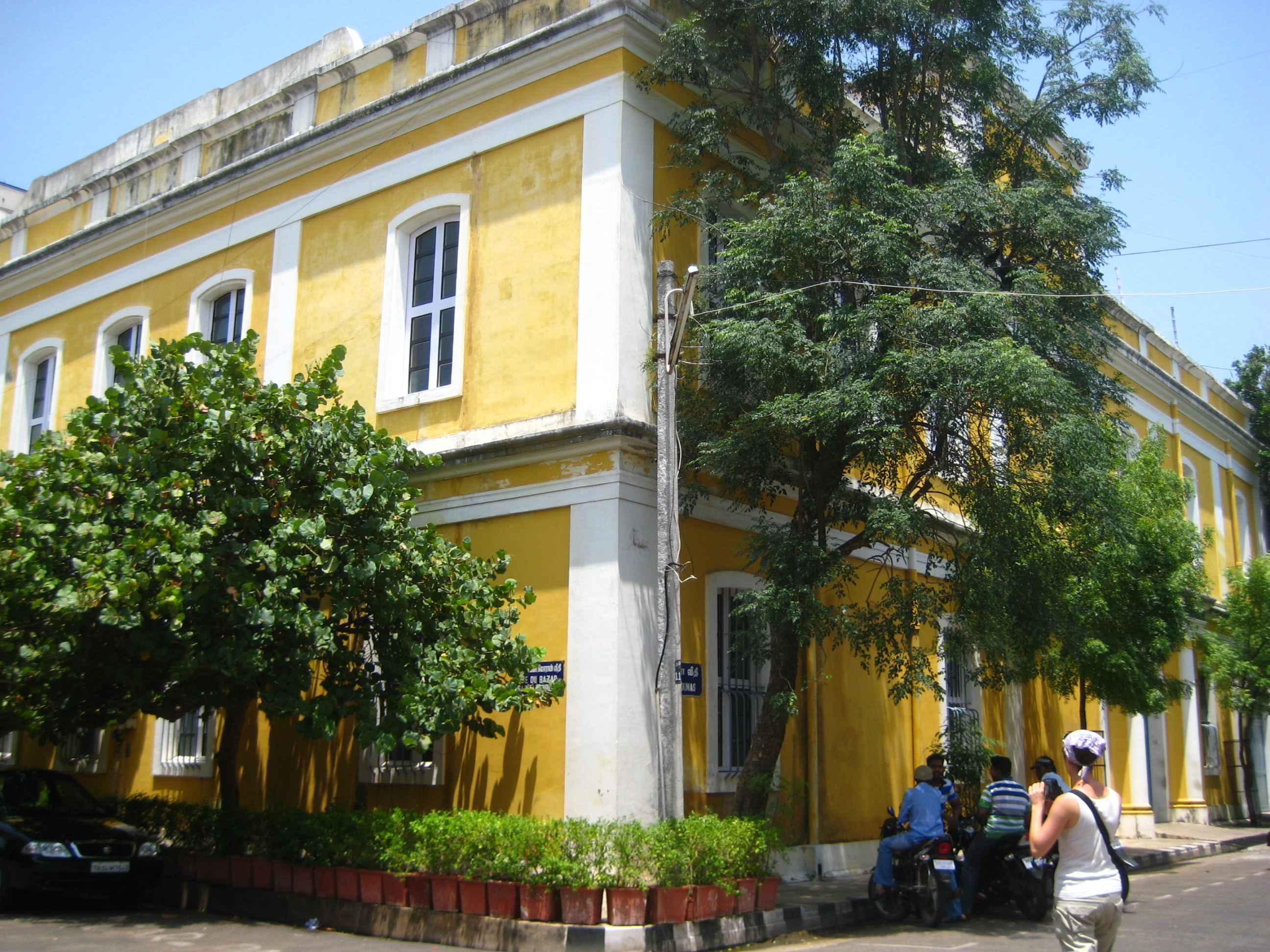
Trung tâm của EFEO tại Puducherry

Năm 1955, nhà Ấn Độ học nổi tiếng Jean Filliozat, người giữ chức giám đốc EFEO hơn 20 năm, với sự ủng hộ của Thủ tướng Jawaharlal Nehru, đã mở một viện tại Puducherry chuyên nghiên cứu về Ấn Độ (Institut français à Pondichéry, IFP). Trong vòng nhiều năm, các thành viên của EFEO nhận trách nhiệm trong những chương trình của IFP về Ấn Độ học (triết học, lịch sử nghệ thuật, kiến trúc...). Hợp tác này vẫn còn tiếp tục sau năm 1964, khi EFEO có được trụ sở đầu tiên để lưu trữ các bộ sưu tập của mình. Đồng thời nơi đây cũng trở thành địa điểm để các học giả Pháp của EFEO gặp gỡ, hợp tác với các đồng nghiệp Ấn Độ.
Đội ngũ của trung tâm hiện nay bao gồm các nhà nghiên cứu, kỹ thuật viên cả người châu Âu và Ấn Độ. Rất nhiều kết quả được in trong bộ Collection Indologie (Bộ sưu tập Ấn Độ học) do EFEO và IFP phát hành hiện đã vượt quá 100 cuốn. Những nghiên cứu về văn học, khảo cổ, lịch sử cổ và đương đại của Ấn Độ còn được EFEO công bố trên các tạp chí chuyên ngành thế giới.
Trung tâm tại Puducherry ngày nay cũng được trang bị một thư viện tới 9 ngàn tựa sách về Ấn Độ học, một bộ sưu tập bản đồ, hình vẽ cùng những tài liệu viết tay tiếng Phạn, tiếng Tamil, Manipravalam. Năm 2005, Les Manuscrits shivaïtes de Pondichéry gồm hơn 10 ngàn tài liệu do EFEO và IFP bảo tồn đã được UNESCO công nhận là Di sản lưu trữ thế giới (Memory of the World).

### Trung tâm EFEO Bắc Kinh
Trong thế kỷ 20, một số nhà Hán học nổi tiếng của EFEO như Paul Pelliot, Henri Maspero hay Rolf Alfred Stein đã tiến hành các nghiên cứu tại Trung Quốc. Nhưng phải tới năm 1994, EFEO mới mở chi nhánh đầu tiên ở Phúc Châu và tiếp đó năm 1997, trung tâm tại Bắc Kinh mới được thành lập. Đây là một bước tiến của chương trình hợp tác giữa EFEO với Viện Hàn lâm Khoa học Lịch sử Trung Quốc, Đại học Bắc Kinh, Đại học Sư phạm Bắc Kinh và Đại học Thanh Hoa.
Cùng các nhà khoa học Trung Quốc, EFEO tiến hành các dự án nghiên cứu về thủy nông và xã hội miền Bắc Trung Quốc, về đạo Lão, kiến trúc quốc phòng thời Minh và Thanh, lịch sử văn hóa, ngành in và xuất bản ở Huệ Châu... Một phần nhiều trong số những dự án này được các tổ chức quốc tế tài trợ. Trung tâm EFEO Bắc Kinh cũng xuất bản Pháp quốc Hán học (法国汉学 - Sinologie française), một tạp chí hàng năm bằng tiếng Trung Quốc do Bộ Ngoại giáo Pháp giúp đỡ.
Tại Hồng Kông, EFEO cũng mở một trung tâm vào năm 1994, nằm trong Viện nghiên cứu Trung Hoa của Đại học Hồng Kông. Ngoài các chương trình nghiên cứu về tôn giáo, chính trị, xã hội, lịch sử... Trung tâm EFEO Hồng Kông còn tham gia đào tạo trong lĩnh vực lịch sử và tôn giáo Trung Hoa.

### Trung tâm EFEO Kyōto
Thành lập vào năm 1966, trung tâm EFEO Kyōto ngày nay có nhiệm vụ nghiên cứu về Nhật Bản trên nhiều lĩnh vực đa dạng thuộc khoa học xã hội. Từ năm 2003, EFEO Kyōto hợp tác với Viện nghiên cứu cổ học của Đại học Kyōto trong nhiều hoạt động, trong đó có việc tổ chức các buổi hội thảo chuyên đề nghiên cứu. Bên cạnh đó, EFEO Kyōto cũng phối hợp cùng nhiều trung tâm nghiên cứu khác, cả Nhật Bản và Hoa Kỳ. Từ 2002, EFEO Kyōto tổ chức hàng tháng Kyoto Lectures, một hội thảo về Nhật Bản học và Hán học. Trung tâm còn phát hành Cahiers d'Extrême-Asie, tạp chí khoa học tôn giáo bằng tiếng Anh và tiếng Pháp, kết nối giới nghiên cứu Pháp và quốc tế.
EFEO Kyōto cũng quản lý một thư viện đặc biệt phong phú về tôn giáo phương Đông, chủ yếu là Phật giáo và đạo Lão. Vào năm 1984, thư viện đã được giáo sư Étienne Lamotte di tặng lại một bộ sưu tập lớn. Các tài liệu từ Kyōto cũng góp phần làm phong phú cho thư viện EFEO ở Paris.

### Các trung tâm khác
Tính tới 2013, ngoài trụ sở chính tại Paris, EFEO có tất cả 18 trung tâm tại 13 quốc gia.
| Quốc gia | Thành phố  | Thành lập |
| --- | ---------- | --------- |
| \| Pháp \| Paris \| 1958 \| \| Campuchia \| Phnôm Pênh \| 1990 \| \| Campuchia \| Siem Reap \| 1992 \| \| Hàn Quốc \| Seoul \| 1994 \| \| Ấn Độ \| Pondichery \| 1964 \| \| Ấn Độ \| Pune \| 1964 \| \| Indonesia \| Jakarta \| 1938 \| \| Nhật Bản \| Kyoto \| 1966 \| \| Nhật Bản \| Tokyo \| 1994 \| |            |           |
| Pháp | Paris      | 1958      |
| Campuchia | Phnôm Pênh | 1990      |
| Campuchia | Siem Reap  | 1992      |
| Hàn Quốc | Seoul      | 1994      |
| Ấn Độ | Pondichery | 1964      |
| Ấn Độ | Pune       | 1964      |
| Indonesia | Jakarta    | 1938      |
| Nhật Bản | Kyoto      | 1966      |
| Nhật Bản | Tokyo      | 1994      |

| Pháp      | Paris      | 1958 |
| Campuchia | Phnôm Pênh | 1990 |
| Campuchia | Siem Reap  | 1992 |
| Hàn Quốc  | Seoul      | 1994 |
| Ấn Độ     | Pondichery | 1964 |
| Ấn Độ     | Pune       | 1964 |
| Indonesia | Jakarta    | 1938 |
| Nhật Bản  | Kyoto      | 1966 |
| Nhật Bản  | Tokyo      | 1994 |

| Quốc gia | Thành phố     | Thành lập |
| --- | ------------- | --------- |
| \| Lào \| Viêng Chăn \| 2013 \| \| Malaysia \| Kuala Lumpur \| 1987 \| \| Myanmar \| Yangon \| 2002 \| \| Hồng Kông \| Hồng Kông \| 1994 \| \| Trung Quốc \| Bắc Kinh \| 1997 \| \| Đài Loan \| Đài Bắc \| 1992 \| \| Thái Lan \| Bangkok \| 1997 \| \| Thái Lan \| Chiang Mai \| 1988 \| \| Việt Nam \| Hà Nội \| 1993 \| \| Việt Nam \| Thành phố HCM \| 2013 \| |               |           |
| Lào | Viêng Chăn    | 2013      |
| Malaysia | Kuala Lumpur  | 1987      |
| Myanmar | Yangon        | 2002      |
| Hồng Kông | Hồng Kông     | 1994      |
| Trung Quốc | Bắc Kinh      | 1997      |
| Đài Loan | Đài Bắc       | 1992      |
| Thái Lan | Bangkok       | 1997      |
| Thái Lan | Chiang Mai    | 1988      |
| Việt Nam | Hà Nội        | 1993      |
| Việt Nam | Thành phố HCM | 2013      |

| Lào        | Viêng Chăn    | 2013 |
| Malaysia   | Kuala Lumpur  | 1987 |
| Myanmar    | Yangon        | 2002 |
| Hồng Kông  | Hồng Kông     | 1994 |
| Trung Quốc | Bắc Kinh      | 1997 |
| Đài Loan   | Đài Bắc       | 1992 |
| Thái Lan   | Bangkok       | 1997 |
| Thái Lan   | Chiang Mai    | 1988 |
| Việt Nam   | Hà Nội        | 1993 |
| Việt Nam   | Thành phố HCM | 2013 |

## Nghiên cứu khoa học và các hoạt động

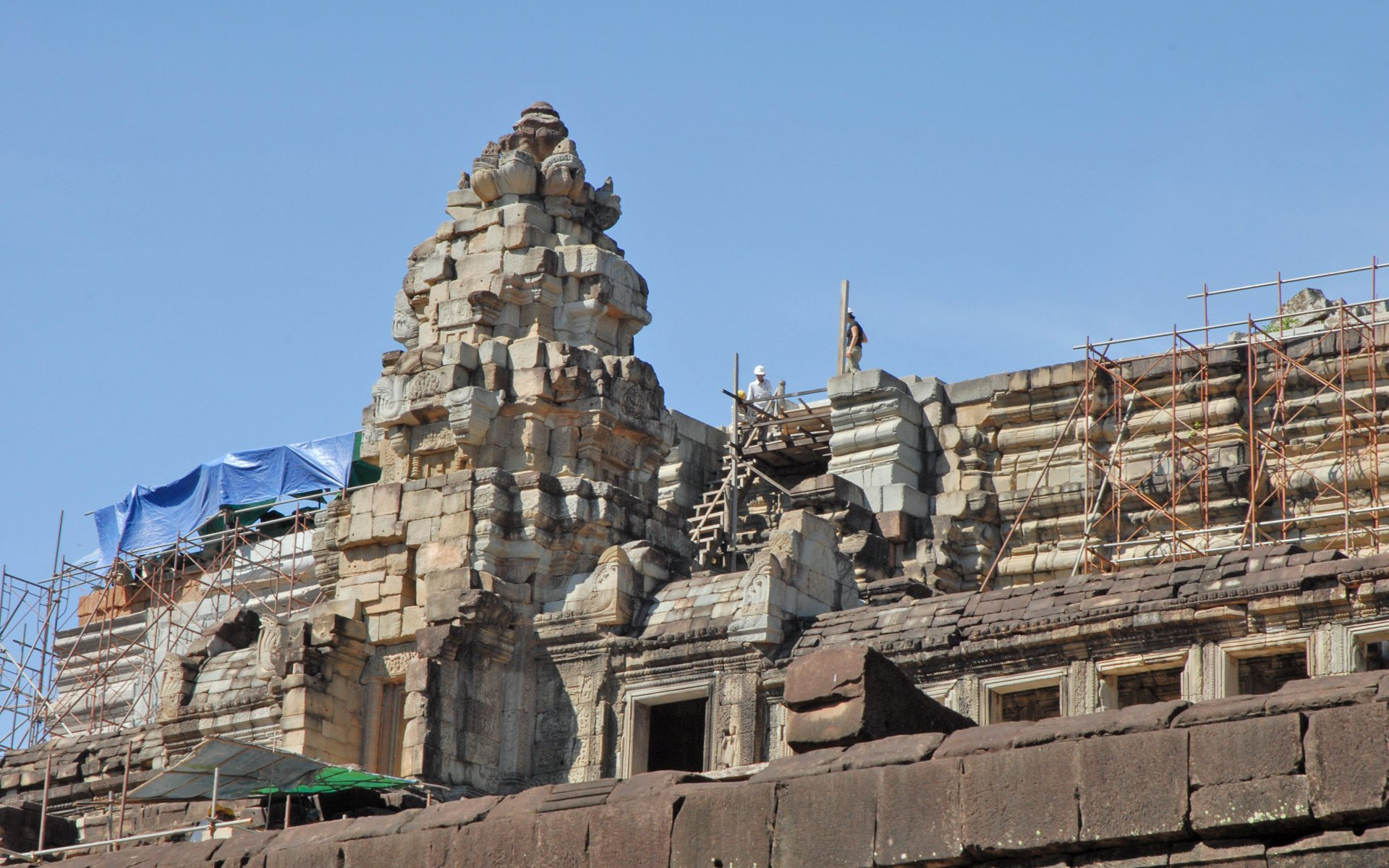
Angkor Thom, công trình EFEO tham gia trùng tu

Cuối thế kỷ 19, việc nghiên cứu về châu Á có nhiều thay đổi lớn. Sự phát triển của khoa học kéo theo những phương tiện nghiên cứu mới. Cách tiếp cận mang tính phương pháp luận làm thay đổi việc xử lý các tư liệu về phương Đông. Mặt khác, để khảo cứu các công trình kiến trúc, những văn bia, để điều tra về dân tộc học, ngôn ngữ... đòi hỏi các học giả phải có mặt tại chính châu Á. Việc tập hợp, bảo tồn các hiện vật, tư liệu cũng đòi hỏi các điều kiện phức tạp, bắt buộc phải thành lập những viện nghiên cứu tại bản địa.
Năm 1898, các học giả hàng đầu của Pháp về Ấn Độ học đã đệ trình dự án xây dựng một Trường Chandannagar thuộc Pháp nhưng không nhận được sự quan tâm của giới cầm quyền. Paul Doumer sau đó đã quay lại với dự án này, nhưng đề nghị đặt viện nghiên cứu tại Đông Dương. Viện Viễn Đông Bác cổ trở thành trung tâm nghiên cứu đầu tiên hoạt động theo phương pháp mới đó. Nhiệm vụ của EFEO giai đoạn đầu bao gồm hai điểm chính: hoạt động nghiên cứu về khảo cổ học và ngữ văn học của bán đảo Đông Dương; góp phần vào việc nghiên cứu bác học những vùng và những nền văn minh lân cận như Ấn Độ, Trung Quốc, Malaysia...
Louis Finot, giám đốc đầu tiên của EFEO trình bày trong số chuyên san nhân dịp kỷ niệm lần thứ 20 ngày thành lập viện: "...việc nghiên cứu thực tế cụ thể đòi hỏi một điều khác hẳn những sự tự biện liều lĩnh của tư duy: nó đòi hỏi sự quan sát kiên trì của nhà ngôn ngữ học và nhà dân tộc học đòi hỏi sự phân tích tỉ mỷ, những sự kiện tôn giáo và xã hội, đòi hỏi sự xem xét kỹ lưỡng những công trình kiến trúc có chạm hình; nó xem nhẹ việc coi lý thuyết như một công cụ để nghiên cứu mà nắm chắc trong tay cái cuốc của nhà khảo cổ học, cái compa của nhà nhân chủng học, chiếc ống kính của nhà nhiếp ảnh và chiếc bàn chải của nhà in rập. Tất cả những công việc đó không phải là những công việc của một du khách thoảng qua. Những kết quả đó chỉ thu được trải qua quá trình lao động liên tục, có tổ chức, giống như một học viện nghiên cứu thường trực thì mới có thể có được".
| “                           | ... không một viện nào phát triển được trên toàn địa bàn châu Á cả về mặt nghiên cứu phối hợp, cả về mặt xử lý tư liệu bằng những kỹ thuật cực kỳ hiện đại như Viện Viễn Đông Bác cổ Pháp đã làm và đã được nơi khác học tập. | ” |
| — Christiane Pasquel Rageau | |   |

Năm 1898, EFEO mới chỉ có bản điều lệ của phái đoàn khảo cổ học thường trực tại Đông Dương, Louis Finot được chỉ định làm giám đốc của viện. Năm 1899, khi đến Sài Gòn, tuy có gặp sự phản ứng từ phía Việt Nam, đoàn bắt tay ngay vào công việc. Việc nghiên cứu lịch sử châu Á có những khó khăn, đòi hỏi các học giả của EFEO phải tìm phương pháp tiếp cận khác với nghiên cứu lịch sử châu Âu. "Người phương Tây hiểu và yêu cầu được hiểu, một lịch sử được đánh dấu bằng các sự kiện và năm tháng, bằng các triều đại, bằng các cuộc chinh phạt được ghi nhận theo trình tự thời gian. Một lịch sử như vậy thì người Campuchia không biết đến bởi hai nguyên nhân rất rõ nét là: một mặt các văn bản viết tay không có khả năng cưỡng lại với thời gian, với các cuộc chiến tranh, với khí hậu và mặt khác những văn khắc trên đá đã khó có thể đọc được vì bị bào mòn, bị nấm rêu bao phủ, bị tan vỡ, sụp đổ...". Vì vậy, các thành viên EFEO đã phải nghiên cứu trên các công trình kiến trúc song song với việc nghiên cứu các văn tự.
Kết quả đầu tiên của EFEO tại Đông Dương, 100 tác phẩm và 300 tập sách nhỏ bằng tiếng Khmer được tập hợp lại. Năm 1900, Viện Viễn Đông Bác cổ phát hành ấn phẩm đầu tiên: Tiền cổ học An Nam. Sau năm đầu, bốn tập san (ba tháng một kỳ) của EFEO được in thành một tập 431 trang kèm theo 75 bức ảnh minh họa và ba tấm bản đồ. Những nghiên cứu đầu tiên này bao gồm các lĩnh vực: tôn giáo, kiến trúc Chăm, văn học dân gian Việt Nam, khảo cổ học ở Lào, phong tục Campuchica... Cũng trong tập này còn có hai bài nghiên cứu về Trung Hoa và Nhật Bản. Năm 1902, Séraphin Couvreur đã đưa ra phương pháp Latinh hóa chữ Hán. Hệ thống này gần tương tự Bính âm Hán ngữ và được sử dụng rộng rãi cho tới giữa thế kỷ 20.
Với một thời gian dài nghiên cứu, thực hiện nhiều cuộc khai quật ở Đông Nam Á, EFEO đã sưu tập được một số lượng lớn hiện vật, tài liệu. Và cũng sau một thời gian dài, bởi các chính sách của EFEO, bởi các biến động lịch sử, các hiện vật này có những số phận khác nhau. Ngay từ những năm 1930, hoạt động bán lại hiện vật của EFEO đã bị báo chí Pháp chỉ trích. Tháng 1 năm 1943, 23 thùng, khoảng 8 tấn các tác phẩm điêu khắc Campuchia được EFEO gửi đến bảo tàng Tokyo. Cũng có những hiện vật được EFEO tặng lại cho chính quyền bản địa. Như ngày 3 tháng 11 năm 1942, EFEO đã tặng vua Campuchia một bức tường được điêu khắc dài 10 mét, đặt tại Vương cung Campuchia ở Phnôm Pênh. Khi EFEO phải rời Việt Nam, kho tư liệu của viện được phân chia theo nguyên tắc: những tác phẩm ngôn ngữ châu Âu thuộc về EFEO, còn các tài liệu ngôn ngữ bản địa thuộc về chính quyền Việt Nam. Tuy vậy, không ít tư liệu đã được EFEO gửi về Paris. Bộ sưu tập về Đông Nam Á của bảo tàng Guimet có một phần không nhỏ nhờ hoạt động của EFEO trong đầu thế kỷ 20.
Về mặt khoa học, EFEO đã giành được những thành tựu to lớn. Với lĩnh vực nghiên cứu trải rộng về địa lý, EFEO không đi sâu vào từng nền văn hóa. Nhưng cũng vì lý do đó, EFEO trở thành nơi gặp gỡ lý tưởng cho các viện nghiên cứu chuyên sâu. Hơn một thế kỷ hoạt động, viện cũng là cái nôi đào tạo những học giả tiêu biểu của Pháp về Đông phương học.

## Một số học giả nổi tiếng

### Louis Finot

Louis Finot, giám đốc đầu tiên của EFEO

Louis Finot sinh năm 1864 ở Bar-sur-Aube. Sau khi tốt nghiệp ngành luật và văn chương, Finot làm việc tại Thư viện quốc gia Pháp. Cũng khoảng thời gian này, ông bắt đầu học tiếng Phạn tại École des hautes études rồi làm việc tại trường sau khi nhận bằng. Năm 1898, Louis Finot được bổ nhiệm làm giám đốc Mission archéologique en Indochine (Phái đoàn Khảo cổ tại Đông Dương) và sau đó trở thành giám đốc đầu tiên của EFEO. Chính Louis Finot đã cho phát hành những tập san đầu tiên của Viện Viễn Đông Bác cổ. Sau khi hết nhiệm kỳ vào năm 1904, Louis Finot trở về Paris rồi trở thành giáo sư của École des hautes études và Collège de France. Khoảng thời gian sau, Louis Finot lại tới Đông Dương rồi trở về Pháp năm 1918. Cuối năm 1920, Louis Finot tiếp tục trở lại Đông Dương và giữ chức giám đốc EFEO lần thứ hai. Sau năm 1926, Louis Finot sang Campuchia cùng nhóm nghiên cứu về Angkor. Năm 1930, Louis Finot rời Đông Dương về sống tại Toulon. Năm 1933, Louis Finot được bầu vào Viện Hàn lâm Văn khắc và Văn chương và mất hai năm sau đó cũng tại Toulon. Trong suốt khoảng thời gian gần 40 năm, Louis Finot đã công bố nhiều công trình nghiên cứu về văn học, khảo cổ, văn khắc các nước Đông Đương.

### George Cœdès
George Cœdès sinh năm 1886 tại Paris. Cœdès theo học tiếng Phạn và tiếng Khmer tại École pratique des hautes études. Năm 18 tuổi, ông đã công bố bài báo đầu tiên trên BEFEO. George Cœdès có tham gia quân ngũ một thời gian và khi kết thúc, ông trở thành thành viên của EFEO, tới Đông Dương năm cuối 1911. Sau một thời gian dài làm việc ở Xiêm, George Cœdès tới Hà Nội năm 1929 trở thành giám đốc EFEO và giữ chức vụ này cho tới khi nghỉ hưu vào năm 1947. Chính George Cœdès đã phát triển EFEO tại Hà Nội, mở thêm thư viện, phòng ảnh và bảo tàng Louis Finot, tiền thân của Bảo tàng Lịch sử Việt Nam sau này. Năm 1944 tại Hà Nội, George Cœdès công bố Histoire ancienne des États hindouisés d'Extrême-Orient (Cổ sử các quốc gia Ấn Độ hóa tại Viễn Đông). Sau chiến tranh, công trình này được xuất bản tại Paris năm 1948 với tên Les États hindouisés d'Indochine et d'Indonésie, giành được thành công lớn. Rời Đông Dương trở về Paris, George Cœdès làm việc tại bảo tàng Ennery và còn tham gia giảng dạy. Ông cũng được bầu vào Viện Hàn lâm Khoa học Hải ngoại (Académie des Sciences d'Outre-Mer) và Viện Hàn lâm Văn khắc và Văn chương. Năm 1969, George Cœdès mất tại Paris.

### Henri Parmentier
Henri Parmentier (Paris, 1871 - Phnôm Pênh, 22/2/1949) là một nhà khảo cổ học người Pháp, chuyên gia nghiên cứu về văn hóa Chăm Pa cổ xưa. Ông góp phần quan trọng trong việc thu thập, bảo tồn những hiện vật thuộc nền văn hóa Chăm Pa tại Mỹ Sơn và phục hồi các di tích Angkor.
Ông cũng góp phần thực hiện các chương trình bảo tồn Angkor Wat và các nâng cấp các bộ sưu tập khảo cổ tại bảo tàng của Viện Viễn Đông Bác Cổ tại Hà Nội (nay là Viện Bảo tàng Lịch sử Việt Nam). Ông cũng góp phần xây dựng Viện bảo tàng của Viện tại Đà Nẵng, (nay là Viện Bảo tàng Nghệ thuật điêu khắc Chăm Đà Nẵng).

### Louis Malleret
Louis Malleret (1901-1970) là nhà khảo cổ học người Pháp, giám đốc của viện từ năm 1949 đến 1956, người đã tiến hành các cuộc khai quật ở Đông Nam Á vào những năm 1940, chủ yếu tại khu vực thuộc vương quốc Phù Nam và Óc Eo ở đồng bằng sông Cửu Long.

### Nguyễn Văn Huyên
Nguyễn Văn Huyên sinh năm 1908 tại Hà Nội trong một gia đình trí thức. Năm 1926, ông tới Pháp học về văn và luật. Năm 1934, Nguyễn Văn Huyên trở thành người Việt Nam đầu tiên bảo vệ luận án tiến sĩ tại Sorbonne với đề tài Les chants alternés des garçons et des filles en Annam (Hát đối đáp nam nữ thanh niên ở An Nam). Năm 1935, Nguyễn Văn Huyên về Việt Nam và giảng dạy tại École du protectorat (Trường bảo hộ). Đến 1938, ông gia nhập EFEO. Đồng thời, từ năm 1941, Nguyễn Văn Huyên cũng tham gia Comité de recherches scientifiques de l'Indochine (Ban nghiên cứu khoa học Đông Dương). Sau tháng 8 năm 1945, Nguyễn Văn Huyên làm việc cho chính phủ Hồ Chí Minh, giữ chức giám đốc Đại học học vụ, tham gia xây dựng chương trình giáo dục. Từ 1946, Nguyễn Văn Huyên trở thành bộ trưởng Bộ Giáo dục quốc gia và giữ chức vụ này tới khi mất vào năm 1975. Kể từ nghiên cứu đầu tiên vào năm 1934, Nguyễn Văn Huyên đã công bố nhiều công trình giá trị về văn hóa, tín ngưỡng Việt Nam.

### Giám đốc của viện
- 1898: Louis Finot
- 1905: Alfred Foucher
- 1908: Claude Eugène Maitre
- 1920: Louis Finot
- 1926: Léonard Aurousseau
- 1929: George Cœdès
- 1947: Paul Lévy
- 1950: Louis Malleret
- 1956: Jean Filliozat
- 1977: François Gros
- 1989: Léon Vandermeersch
- 1993: Denys Lombard
- 1998: Jean-Pierre Drège
- 2004: Franciscus Verellen
- 2014: Yves Goudineau

## Viện Viễn Đông Bác cổ và Việt Nam

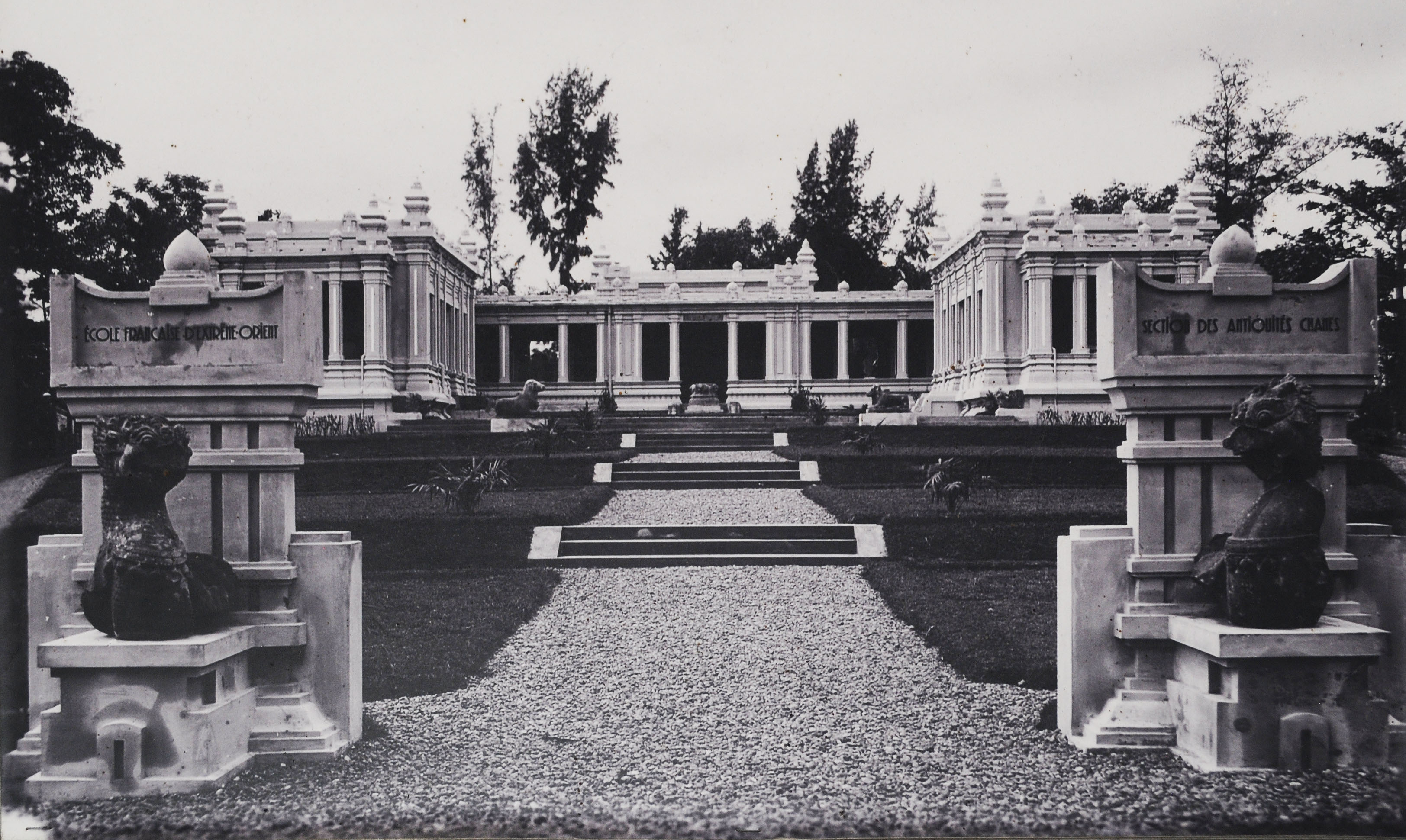
Bảo tàng Chàm tại Đà Nẵng của EFEO, đầu thế kỷ 20

Được thành lập tại Việt Nam và đặt trụ sở chính ở đây trong suốt hơn nửa thế kỷ, Việt Nam học luôn là một trong những lĩnh vực nghiên cứu chính của EFEO. Qua các tập san cũng như các tổng kết, có thể thấy những đóng góp quan trọng về Việt Nam học của các học giả Viện Viễn Đông Bác cổ, cả người Pháp và người Việt.

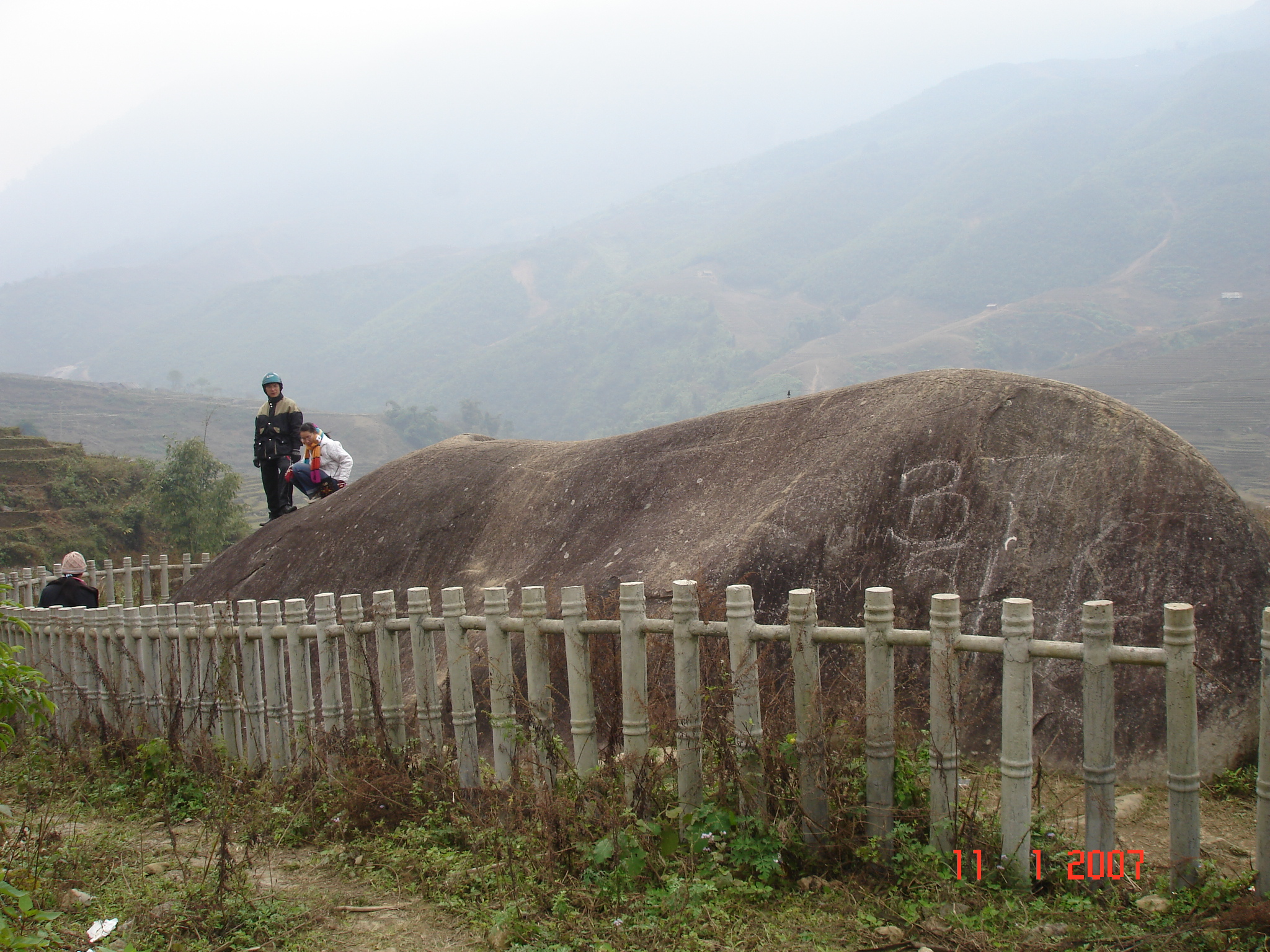
Bãi đá cổ Sa Pa, địa điểm EFEO nghiên cứu và bảo tồn

Những nghiên cứu của EFEO bao trùm nhiều lĩnh vực của Việt Nam học, như tín ngưỡng, tôn giáo, kiến trúc, văn học, ngôn ngữ, dân tộc học... và đã đạt được nhiều thành tựu quan trọng. Các khái niệm của lịch sử văn minh Việt Nam như văn hóa Hòa Bình, văn hóa Bắc Sơn, văn hóa Đông Sơn, văn hóa Sa Huỳnh... đều do EFEO công bố trước 1954. Viện Viễn Đông Bác cổ đã sưu tầm, bảo tồn hiện vật và biện soạn nhiều tài liệu về Việt Nam học. Kho sách của EFEO về sau được chuyển giao cho Thư viện Viện Thông tin Khoa học Xã hội, Thư viện Khoa học Kĩ thuật Trung ương và Viện Nghiên cứu Hán Nôm. Một phần khác hiện được lưu trữ tại các thư viện, trung tâm nghiên cứu của Pháp.
Một số di tích quan trọng của Việt Nam cũng do các nhà khoa học của EFEO khám phá vào đầu thế kỷ 20. Năm 1898, Thánh địa Mỹ Sơn được một người Pháp phát hiện. Không lâu sau đó, các nhà khoa học của EFEO đã tới nghiên cứu kiến trúc, điêu khắc và các văn bia của quần thể di tích này. Kết quả đã làm sáng tỏ các câu hỏi về Mỹ Sơn, cũng như xác định được giá trị của di tích. Tên gọi các khu vực đền tháp ở đây (A10, B5...) đều do học giả của EFEO đặt. Năm 1924, Viện Viễn Đông Bác cổ tìm ra Bãi đá cổ Sa Pa ở miền Bắc Việt Nam. Đến nay, EFEO vẫn tiếp tục nghiên cứu và cùng phía Việt Nam tìm kiếm phương án bảo vệ bãi đá trước sự phá hoại của người dân và khách du lịch.
Viện Viễn Đông Bác cổ cũng xây dựng nền móng cho hệ thống bảo tàng lịch sử ở Việt Nam. Do nhu cầu bảo tồn các hiện vật lịch sử, năm 1926, EFEO thành lập bảo tàng Louis Finot, tức Bảo tàng Lịch sử Việt Nam ngày nay. Tương tự ở Đà Nẵng, Bảo tàng Nghệ thuật điêu khắc Chăm Đà Nẵng được EFEO bảo trợ, thành lập năm 1919 mang tên học giả Henri Parmentier.
Các thành công của EFEO đã giúp đỡ cho chính giới học giả Việt Nam và cả giới Đông phương học thế giới tiến hành các nghiên cứu về Việt Nam học.

## Những chuyện đố kỵ
Đầu thế kỷ 20 thì nền khoa học Pháp có nhiều thành tựu nhưng cũng có nhiều tai tiếng, hiện ra ngay trong lịch sử thành lập và hoạt động của "Hội đồng Nghiên cứu Quốc tế" (IRC; 1919-1931). IRC là hội đồng thượng đỉnh của giới khoa học nhưng bị người Pháp thao túng, nên bị bỏ lơ không được coi là tiền thân của Hội đồng Khoa học Quốc tế (ICSU; 1931) hiện nay.
Viện Viễn Đông Bác cổ Hà Nội đã từng bị tai tiếng vì không tổ chức đúng đắn việc khảo cổ trong nửa đầu thế kỷ 20. EFEO đã dung túng những người không chuyên môn khai quật sai quy cách vì chỉ cần những người này đem về một phần di vật cho viện.
Một trong những chuyện đố kỵ ở EFEO trước đây, là sự việc bà Madeleine Colani (1866-1943) được mời làm cộng tác viên, và bà đã có những đóng góp lớn lao cho khảo cổ học Đông Dương, thể hiện ngay từ Hội nghị Tiền sử Viễn Đông lần thứ Nhất tại Hà Nội tháng 1 năm 1932. Colani là người đã khai quật nhiều địa điểm nhất, lập ra tên gọi văn hóa Hòa Bình, khảo sát tại các văn hóa Bắc Sơn, Hạ Long, Sa Huỳnh,... ở Việt Nam, và phát hiện di tích Cánh đồng Chum ở Lào. Sau này bà được vinh danh trong Hội nghị các nhà khảo cổ thế giới kỷ niệm 60 năm công trình về văn hóa Hòa Bình của bà - "The Hoabinhian 60 Years after Madeleine Colani: Anniversary Conference" - tổ chức cuối năm 1993 tại Hà Nội. "Thế mà, dù cộng tác lâu năm với trường Viễn Đông Bác cổ, bà chưa bao giờ được nhận là thành viên của Trường này. Có lẽ vì tiếng tăm nổi bật, bà là nạn nhân của ganh tị, ghen ghét đến từ các nam đồng nghiệp."(Trích Nguyễn Quang Trọng, 2003).